# 2602 Moore
För andra betydelser, se Moore.
2602 Moore eller 1982 BR är en asteroid i huvudbältet som upptäcktes den 24 januari 1982 av den amerikanske astronomen Edward L.G. Bowell vid Anderson Mesa Station. Den är uppkallad efter den brittiske astronomen Patrick Moore.